# Graimbouville
Graimbouville é uma comuna francesa na região administrativa da Normandia, no departamento de Sena Marítimo. Estende-se por uma área de 6,39 km². Em 2010 a comuna tinha 623 habitantes (densidade: 97,5 hab./km²).